# Albert Watson II

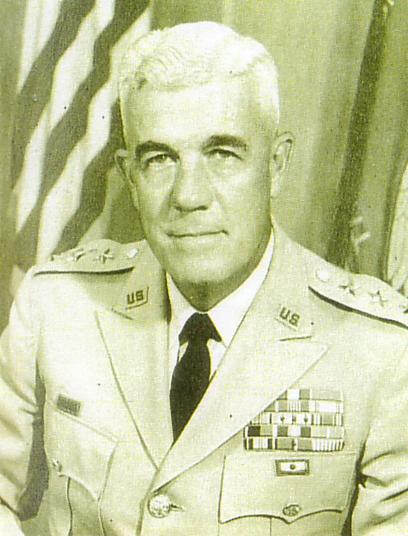
Albert Watson II 1972

Albert Watson II (* 5. Januar 1909 in Mount Vernon (Illinois); † 19. März 1993 in San Antonio) war ein US-amerikanischer Offizier und Generalleutnant der United States Army. Er nahm am Zweiten Weltkrieg teil und kämpfte in einer Reihe bedeutender Schlachten im Pazifikkrieg, einschließlich der Schlacht um Okinawa. Von Mai 1961 bis Januar 1963 diente Watson als Kommandant des amerikanischen Sektors von Berlin und befehligte die amerikanischen Streitkräfte dort, als der Bau der Berliner Mauer begann. Von 1964 bis 1965 bekleidete Watson die Position des Kommissars der Zivilverwaltung der Ryukyu-Inseln. Er erhöhte die Autonomie der Ryukyu, sprach sich aber letztlich gegen die deutliche Verringerung der Autorität der amerikanischen Verwaltung auf den Ryukyus aus. Watson erhielt im Laufe seiner Karriere zwei Army Distinguished Service Medals.

## Privatleben
Watson wurde am 5. Januar 1909 geboren und wuchs in Mount Vernon, Illinois, auf. Sein Vater war ein Armee-Oberst und sein Großvater, Albert Watson, war Mitglied des Obersten Gerichtshofs von Illinois. Seine Familie zog ihn als Mitglied der Episkopalkirche auf und er blieb es sein ganzes Leben lang.
Watson heiratete Anne Dunlap Bucher und hatte zwei Kinder mit ihr: Albert Watson III und John B. Watson. Seine beiden Söhne besuchten Militärschulen in Pennsylvania. Während seines Dienstes im Land sprach er einigermaßen fließend Deutsch. Zu seinen Hobbys gehörten Tennis und Golf. Die Berliner Presse bemerkte auch, dass er gerne ausritt, Bridge spielte und leichte Opern und Mystery-Romane mochte. Die Syracuse University bewahrt die Sammlung seiner Schriften in ihrem Forschungszentrum für Sondersammlungen auf.

## Militärische Laufbahn
Watson absolvierte die Feldartillerieschule der US-Armee in Fort Sill als Teil der Jahrgänge 1934–1935. Watson absolvierte und diente als Mitglied der Fakultät des Army War College. An diesem College unterrichtete er Strategie, Taktik und Geopolitik.
Watson nahm an den Operationen Operation Reckless, der Schlacht um Leyte und der Schlacht um Okinawa im Zweiten Weltkrieg teil. Er diente hauptsächlich bei der 10. Armee in Neuguinea. Danach diente er als Direktor für Personalpläne im Büro des stellvertretenden Stabschefs für Personalfragen. Er kämpfte auch im Koreakrieg, wo er die Artillerie des X. Army Corps und der 3rd Infantry Division befehligte.
Er befehligte zwei in Westdeutschland stationierte Infanteriedivisionen, darunter das 24. Infanterieregiment in München. Bei seiner Pensionierung hatte er den Rang eines Generalleutnants erreicht. Watson kommandierte danach die 3. US-Armee von 1963 bis 1964.

### Kommandant des amerikanischen Sektors von Berlin
Watson war als Generalmajor vom 5. Mai 1961 bis zum 2. Januar 1963 Kommandant des amerikanischen Sektors von Berlin. In dieser Position erfüllte er viele Funktionen, unterstand Botschafter Walter C. Dowling in einer diplomatischen Rolle und General Lauris Norstad in einer militärischen Rolle und stand über den Missionsleiter der Vereinigten Staaten, E. Allan Lightner jr., in direkter Verbindung mit dem Außenministerium der Vereinigten Staaten. Er erhielt seine erste Army Distinguished Service Medal während seiner Jahre als Kommandant.
Der Bau der Berliner Mauer begann während seiner Amtszeit als Kommandant. In einer Trotzreaktion auf einen Teil der dort errichteten Mauer wurde Watson befohlen, eine militärische Präsenz in der Enklave Steinstücken zu errichten und schickte weitere Hubschrauberflüge in das umstrittene Gebiet. In den ersten Jahren der Mauer kam es auch zu Panzerkonfrontationen mit den Sowjets.
Ein kleiner diplomatischer Zwischenfall ereignete sich im Oktober 1961, als Watson einen Termin mit dem sowjetischen Kommandanten von Ost-Berlin, Andrei J. Solowjow, absagte. Die ostdeutschen Grenzsoldaten, deren Autorität die Vereinigten Staaten nicht anerkannten, verweigerten seinen beiden Helfern und seinem Dolmetscher den Zugang, nachdem sie an der Grenze keine Papiere vorzeigen wollten, obwohl sie sich in einem offiziellen Armeewagen befanden und die Amerikaner darauf bestanden, dass nur sowjetische Offiziere verlangen konnten, dass sich das US-amerikanische Militär ausweist; dies veranlasste Watson, umzudrehen und Protest an die Sowjets zu schicken, anstatt sich mit ihnen zu treffen. Ironischerweise war das Treffen zum Teil einberufen worden, um die Sperrung der Einreise eines amerikanischen Beamten nach Ost-Berlin weniger als eine Woche zuvor zu diskutieren. Watson reagierte darauf, indem er Solowjew und seinem politischen Chefberater den Zutritt zum amerikanischen Sektor untersagte.
Eine zweite diplomatische Krise entstand, als der sowjetische Beamte P. W. Signaow sich weigerte, sich mit Watson zu treffen, weil dieser sich weigerte, West-Berliner Jugendliche daran zu hindern, Steine auf ostdeutsche Busse zu werfen.
Er befasste sich auch mit dem Peter-Fechter-Zwischenfall und den Ausschreitungen nach Fechters Ermordung.

### Kommissar der Ryukyu-Inseln
Watson wurde am 1. August 1964 Kommissar der US-amerikanischen Zivilverwaltung der Ryukyu-Inseln. Das Außenministerium hatte zunächst General Charles H. Bonesteel III. für diese Position vorgesehen; als sich Bonesteel aufgrund von Sehschwäche als ungeeignet zur Besetzung der Stelle erwies, bot man Watson stattdessen die Stelle an.
Im August 1965 empfing Watson den japanischen Premierminister Eisaku Satō und war damit der erste Kommissar der Inseln, der mit einem japanischen Regierungschef zusammentraf. Watson erhöhte auch die Höhe der Hilfe, die Japan den Inseln gewähren durfte, deutlich über die Zahlen, die seine Vorgänger erlaubt hatten. Er versuchte, die Beziehungen zwischen dem amerikanischen Militär und der Legislative von Ryukyu zu verbessern. Er weitete die Autonomie und das japanische Engagement in einem gewissen Umfang aus und äußerte eine nachsichtigere Haltung gegenüber den Bewohnern der Inselkette. Er weigerte sich jedoch, die administrativen Rechte der Vereinigten Staaten auf der Insel aufzugeben, da dies die Mobilität der Truppen verringern und die nationale Sicherheit gefährden würde.
Trotz eines vielversprechenden Starts setzte Watson den Trend seines Vorgängers fort und pflegte eine konfliktreiche Beziehung mit dem Botschafter der Vereinigten Staaten in Japan, Edwin O. Reischauer. Die beiden warfen sich gegenseitig vor, dem anderen Informationen zu verwehren und Vereinbarungen zu brechen. Am Ende seiner Amtszeit als Kommissar erhielt er eine zweite Army Distinguished Service Medal.

## Auszeichnungen
- Army Distinguished Service Medal (2×)
- Legion of Merit
- Bronze Star
- Army Commendation Medal
- American Defense Service Medal